# Bernard Peters
Bernard Peters (Posen, 1910 - Copenhague, 2 de fevereiro de 1993 ) foi um físico nuclear especializado em radiação cósmica. Ele foi agraciado com o Padma Bhushan, a terceira mais alta condecoração civil da Índia.